# Lefka
Lefka (grekiska: Λεύκα, turkiska: Lefke) är en stad på Cypern. Lefka är under de facto-kontroll av Nordcypern. Antalet invånare var 3 009 (2011).